# 41. Sinfonie (Haydn)
Die Sinfonie C-Dur Hoboken-Verzeichnis I:41 komponierte Joseph Haydn wahrscheinlich im Jahr 1768 während seiner Anstellung als Kapellmeister beim Fürsten Nikolaus I. Esterházy.

## Allgemeines

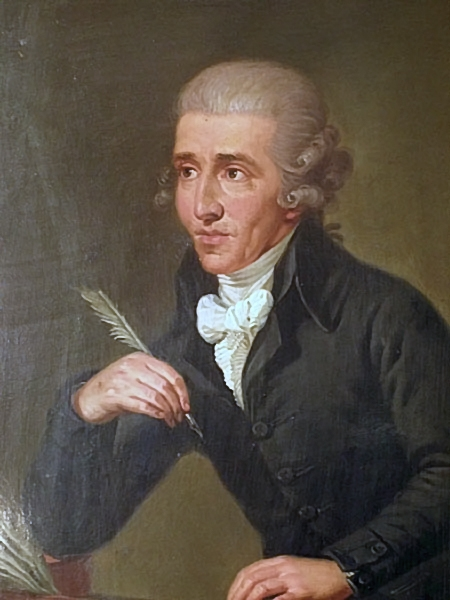
Joseph Haydn (Gemälde von Ludwig Guttenbrunn, um 1770)

Die Sinfonie Nr. 41 komponierte Haydn wahrscheinlich im Jahr 1768 während seiner Anstellung als Kapellmeister beim Fürsten Nikolaus I. Esterházy: Das Autograph ist nicht überliefert, allerdings eine Kopie des Esterházyschen Hofkopisten Johann Elssler, bei der Wasserzeichen und Handschrift auf eine Entstehung um 1768/69 deuten.
Die Sinfonie Nr. 41 gilt als erste Vertreterin eines neuen, fortgeschrittenen Typus der festlichen C-Dur – Sinfonien Haydns und insofern als bedeutungsvoll. Der Vergleich des ersten Satzes der Sinfonie Nr. 41 mit dem der kurz vorher entstandenen Sinfonie Nr. 38 zeige, „wie sehr es Haydn nun gelungen ist, sich von der etwas formelhaften, konventionellen Festlichkeit freizumachen, die  seinen früheren C-dur-Sinfonien anhaftet“:
- Der Satz beginnt bei Nr. 41 mit einem individuellen, nach der klassischen Periode  symmetrisch aufgebauten Thema, das dynamische Kontraste enthält, bei Nr. 38 dagegen mit einem fanfarenartigen Dreiklangsthema im gliederungslosen, barocken Fortspinnungstypus; Hörner, Trompeten und Pauken werden bei Nr. 38 im ausgehaltenen Forte verwendet.
- der Abschnitt zwischen erstem und zweitem Thema ist bei Nr. 41 ausgedehnter und der harmonische Verlauf sorgfältiger ausgearbeitet,
- Das zweite Thema hat bei Nr. 41 eine größere Bedeutung, kontrastiert stärker und ist differenzierter ausgearbeitet,
- die ausführliche Durchführung mit einer Scheinreprise bei Nr. 41,
- der größere Differenzierung bei Nr. 41 in der Instrumentation (z. B. Beteiligung der solistischen Oboe am zweiten Thema in der Reprise, die effektvolle Benutzung von Blechbläsern und Pauken).

## Zur Musik
Besetzung:  Flöte (nur im zweiten Satz), zwei Oboen, zwei Hörner, zwei Violinen, Viola, Cello, Kontrabass. Zur Verstärkung der Bass-Stimme wurden damals auch ohne gesonderte Notierung Fagott und Cembalo-Continuo eingesetzt, wobei über die Beteiligung des Cembalos in der Literatur unterschiedliche Auffassungen bestehen. In der Abschrift des Hofkopisten Johann Elssler sind Trompeten und Pauken nicht überliefert. Sie finden sich erstmals 1771 in einer Abschrift im Stift Göttweig und sind danach auch in späteren Quellen belegt. Die Trompeten- und Paukenstimmen gehen möglicherweise auf Haydn zurück, was zahlreiche handschriftliche Quellen nahelegen. Ein Anlass für das nachträgliche Hinzufügen dieser Instrumente könnte ein festlicher Anlass wie die Hochzeitsfeierlichkeiten bei Schloß Kittsee 1770 sein, wo nachweislich Trompeten und Pauken zur Verfügung standen.
Aufführungszeit:  ca. 20 bis 25 Minuten (je nach Tempo und Einhalten der vorgeschriebenen Wiederholungen).
Bei den hier benutzten Begriffen der Sonatensatzform ist zu berücksichtigen, dass dieses Schema in der ersten Hälfte des 19. Jahrhunderts entworfen wurde (siehe dort) und von daher nur mit Einschränkungen auf ein ca. 1768 komponiertes Werk übertragen werden kann. – Die hier vorgenommene Beschreibung und Gliederung der Sätze ist als Vorschlag zu verstehen. Je nach Standpunkt sind auch andere Abgrenzungen und Deutungen möglich.

### Erster Satz: Allegro con spirito
C-Dur, 3/4-Takt, 202 Takte

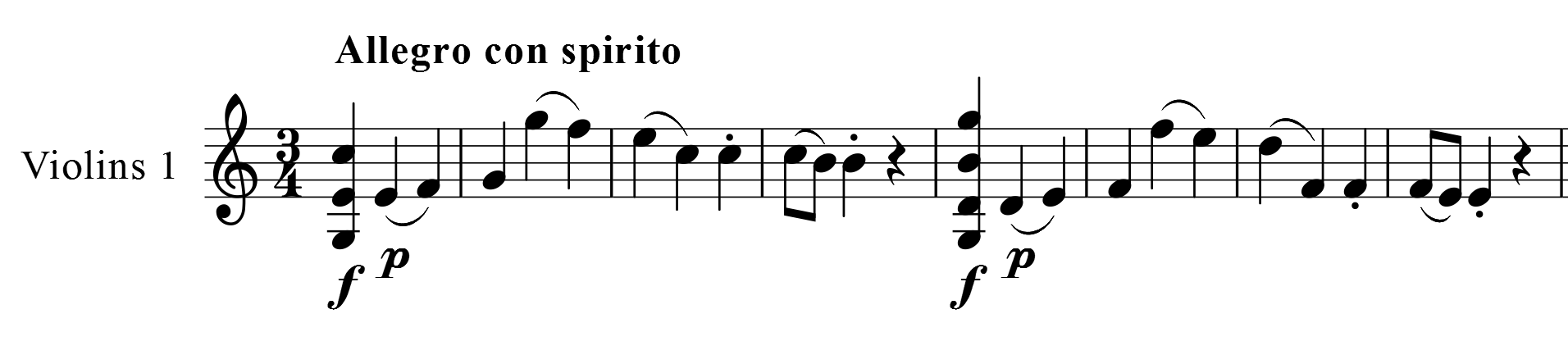
Beginn des Allegro con spirito

Der Satz eröffnet mit einem festlichen, periodisch aufgebauten Thema in Frage-Antwort – Struktur. Auffällig sind die dynamischen Kontraste zwischen Forte-Akkordschlägen und sanglichen Piano-Phrasen sowie der große Umfang von einer Dezime. Nach der Vorstellung des achttaktigen Themas folgt ein Forte-Block mit Dreiklangsfanfaren und zwei virtuosen Läufen aufwärts, anschließend wird das Thema wiederholt (Takt 1 bis 26). Das erste Thema bzw. die thematische Haupteinheit stellt sich somit „als ein 26 Takte umspannender Komplex dar, bestehend aus motivisch verschiedenartigen Abschnitten, die durch spannungsvolle Pausen gegliedert sind, mit häufigen dynamischen Kontrasten und einer sorgsam abgestuften Instrumentierung, die den Einsatz des vollen Orchesters nur für die wenigen fanfarenartigen Takte (in punktierten Dreiklangsmotiven) aufspart. Kraft und Grazie verbinden sich in diesem originellen thematischen Gebilde (…).“ Der ausführliche Abschnitt bis zum zweiten Thema steht überwiegend im Forte und ist durch seine Tremolo-Klangflächen sowie die Harmoniewechsel mit Einbezug von Chromatik  geprägt. Piano-Achtelketten im Staccato kündigen das zweite Thema an. Dieses steht in der Dominante G-Dur. Es kontrastiert durch den Wechsel zum Piano, die Begrenzung auf Streicher und den sanglich-wiegenden Charakter zum vorigen, lärmend-festlichen Geschehen. Die Schlussgruppe ab Takt 72 greift mit Tremolo und einer dreifachen Trompetenfanfare dagegen wieder die prunkvolle vorige Atmosphäre auf.
Die Durchführung beginnt nicht wie üblich mit dem ersten Thema in der Dominante, sondern als geheimnisvoll aufsteigender verminderter Akkord im Unisono-Piano der Streicher. Sie geht dann in eine längere Passage über, die die zweite Hälfte vom zweiten Thema fortspinnt, wobei die „harmonische Mehrdeutigkeit“ des verminderten Akkordes bestehen bleibt. Als die Musik im Pianissimo zu verhauchen scheint, setzt überraschend das erste Thema in der Tonika C-Dur als Scheinreprise ein, allerdings bleiben beide Themenhälften auf Septakkorden mit Fermaten hängen. Dann „bricht als schärfster Kontrast eine stark modulierende Tremolofläche ein, die nach etwa 20 Takten kadenzierend abbricht, worauf, abermals als starker Gegensatz, im Piano und Staccato hingetupfte Achtelgänge zur Reprise überleiten.“ Die Tremolopassage greift am Ende auf das Material der Schlussgruppe zurück (inklusive der Trompetenfanfaren), und die Staccato-Achtelgänge erinnern an die Hinführung zum zweiten Thema in der Exposition.
Die Reprise ab Takt 133 wiederholt das erste Thema nach dem fanfarenartigen Forte-Block nicht, sondern geht gleich in die Tremolopassage über. Im zweiten Thema spielt die 1. Oboe die Stimmführung der 1. Violine eine Oktave höher mit, und in der Schlussgruppe ist die Trompetenfanfare durch einen entsprechenden Rhythmus der Pauke ausgetauscht (allerdings um einen Takt versetzt). Eine kurze Coda beendet den Satz. Exposition sowie Durchführung und Reprise  werden wiederholt.

### Zweiter Satz: Un Poco Andante
F-Dur, 2/4-Takt, 89 Takte
Das Andante ist einer von Haydns ersten langsamen Sätzen, in dem Hörner vorkommen und die Violinen gedämpft werden (wie es bei Haydns folgenden Sinfonien üblich werden sollte). Nach Howard Chandler Robbins Landon hat Haydn hier die Grenze zu seinem „reifen Stil“ der langsamen Sätze erreicht, da die Charakteristika der folgenden Schaffensperiode (bis ca. 1774) vorhanden sind (bspw. gedämpfte Violinen, Verwendung von Bläsern, aufgeteilte Melodielinie). Als besonders bedeutsam wertet Robbins Landon die Behandlung der Bläser und die dadurch entstehende Klangatmosphäre.
Zu Beginn stellen die Streicher das periodisch strukturierte erste Thema vor, wobei die stimmführenden, parallel geführten Violinen gedämpft sind. Das Thema ist auftaktig, enthält punktierte Rhythmen und hat einen schreitenden Charakter. Unmittelbar danach folgt eine Passage in der Dominante C-Dur, bei der die  1. Oboe eine sangliche, ruhige Melodie („zweites Thema“) spielt, während die übrigen Instrumente begleiten – die Soloflöte mit gebrochenen Akkordfigurationen in  Zweiunddreißigsteln. In Takt 18 übernimmt die Flöte mit einem Tonrepetitionsmotiv die Stimmführung, begleitet lediglich von den Streichern. Diese dominieren dann die Schlussgruppe mit zwischen der 1. Violine und den übrigen Streichern aufgeteilter Melodielinie. 2. Violine, Viola und Bass sind in Staccato-Achteln gehalten, die 1. Violine anfangs in Sechzehnteln, dann in Zweiunddreißigsteln. Zudem ist die Stimme der 1. Violine von Pausen durchsetzt. Ein ausgehaltenes C-Dur – Akkord für alle Instrumente inklusive Flötenfigurationen beendet die Exposition.
Ähnlich wie die Schlussgruppe, ist auch die Durchführung bis auf die Schlusstakte  nur für Streicher gehalten. Die 1. Violine spinnt das Material vom ersten Thema inklusive Molltrübung fort, wobei die Begleitung der übrigen Streicher wie in der zweiten Hälfte der Schlussgruppe aufgebaut ist. Schließlich geht die Hauptstimme in lang ausgehaltene Noten über, während die Begleitung wie vorher weiterläuft. Der Hinzutritt der Bläser in einem C-Dur – Septakkord mit Fermate kündigt die Reprise an.
Die Reprise ab Takt 56 ist ähnlich der Exposition strukturiert, allerdings hat Haydn zwischen erstem und zweitem Thema einen Einschub mit Material aus der zweiten Hälfte der Schlussgruppe (aufgeteilte Melodielinie mit 1. Violine in Zweiunddreißigsteln) gesetzt. Exposition sowie Durchführung und Reprise  werden wiederholt.

### Dritter Satz: Menuet
C-Dur, 3/4-Takt, mit Trio 58 Takte
Das eindrucksvolle Menuett im „galanten, akzentuierten Stil“ ist durch kontrastierende, zweitaktige Phrasen mit Trillern im Wechsel vom festlichen Tutti und Streicherpiano sowie eine viertaktige Schlusswendung mit Triolen geprägt.
Das Trio steht ebenfalls in C-Dur und durchweg im Piano. Im ersten Teil sind Oboen, Hörner und Violinen  stimmführend und spielen eine tänzerische Melodie aus zweitaktigen Bausteinen. Zu Beginn des zweiten Teils setzen die Streicher mit stimmführender 1. Violine die Melodie als viertaktige Phrasen in der Dominante G-Dur fort, ehe der erste Teil in C-Dur wiederholt wird.

### Vierter Satz: Presto
C-Dur, 2/4-Takt, 143 Takte

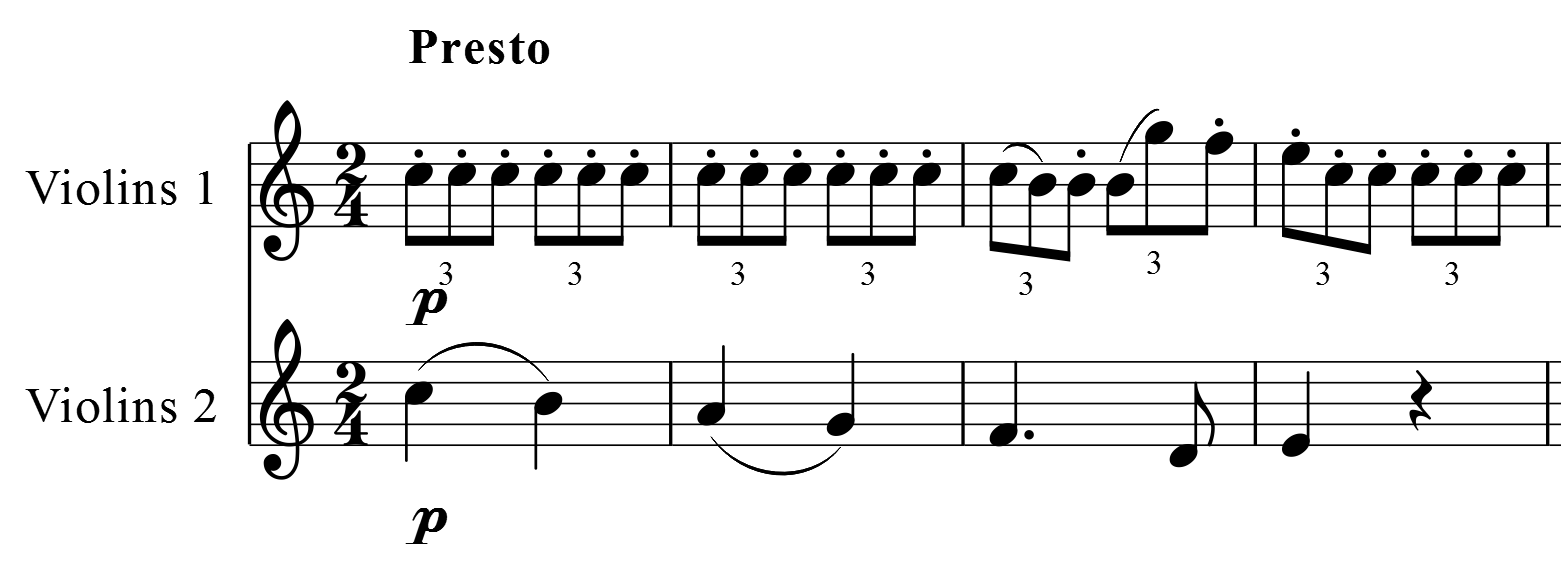
Beginn des Presto

Der rasante Satz, der „eigentlich gar keine Thematik hat und ganz aus unablässig vorwärtsdrängender Achtelbewegung besteht“, beginnt piano in den Streichern. Die stimmführende 2. Violine spielt ein absteigendes Tonleiterfragment, die übrigen Streicher begleiten – die 1. Violine in durchlaufenden Triolen. Diese sind für den ganzen Satz prägend, erinnern an ein Perpetuum mobile und können den Eindruck hervorrufen, als läge ein 6/8-Takt vor. Möglicherweise hat sich Haydn bei dieser Idee von einem slawischen Tanz beeinflussen lassen. Das Presto erinnert vom Typ her an den Schlusssatz der Sinfonie Nr. 56, die dominierenden Tonrepetitionen an den der Sinfonie Nr. 57. Nach dem „ersten Thema“ beginnt ein Block aus forte-piano – Kontrasten, eingeleitet von einer Fanfare mit Auftakten. Die dynamischen Kontraste finden sich auch im zweiten „Thema“ in der Dominante ab Takt 31, das auf eine Verkürzung der Tonleiter vom ersten Thema zurückgreift. Weitere rasante Läufe und hämmernde Tonrepetitionen beenden die Exposition.
Die kurze Durchführung setzt das Tonleiterfragment vom ersten Thema zuerst nach g-Moll, dann nach d-Moll und a-Moll, unterbrochen von den Triolenketten im Forte. Eine Variante der Fanfare mit den Auftakt-Wendungen führt nahtlos zur Reprise.
Die Reprise ab Takt 90 ist zunächst weitgehend ähnlich der Exposition (im ersten Thema tauschen beide Violinen kurz ihre Rollen), allerdings ist das zweite Thema ausgelassen. Wie auch im ersten Satz, beendet eine kleine Coda im Fortissimo den Satz. Exposition sowie Durchführung und Reprise  werden wiederholt.